# Otwarte mistrzostwa świata par seniorów w brydżu sportowym – Hiron Trophy
Hiron Trophy – Otwarte Mistrzostwa Świata par w kategorii seniorów (aktualnie: powyżej 60 lat) w brydżu sportowym. W zawodach tych startować mogą seniorzy z różnych krajów bez ograniczeń na liczbę zawodniczek i zawodników z poszczególnych federacji. Zawody odbywają się w co 4 lata w latach parzystych nieprzestępnych.
Istnieją analogiczne zawody:
- pary open (rozgrywane od roku 1978);
- pary kobiet (rozgrywane od roku 1994);
- pary mikstowe (rozgrywane od roku 1966);
- teamy seniorów Rand Cup (rozgrywane od roku 1994).

## Podsumowanie medalowe
Poniższa tabela pokazuje zawodnicy z jakich krajów zdobywali medale. Jeśli w drużynie, która zdobyła medal, występowali zawodnicy z różnych krajów to każdemu z tych krajów jest on przyznany. Najechanie myszką nad liczbę medali pokazuje numery zawodów na których te medale zostały zdobyte. Dane można sortować według krajów lub liczby medali.
| Podsumowanie medalowe (Stan na 25 października 2014) | Podsumowanie medalowe (Stan na 25 października 2014) | Podsumowanie medalowe (Stan na 25 października 2014) | Podsumowanie medalowe (Stan na 25 października 2014) | Podsumowanie medalowe (Stan na 25 października 2014) |
| F                                                    | Kraj                                                 | Złotych                                              | Srebrnych                                            | Brązowych                                            |
| ---------------------------------------------------- | ---------------------------------------------------- | ---------------------------------------------------- | ---------------------------------------------------- | ---------------------------------------------------- |
| Stany Zjednoczone                                    | USA                                                  | 2                                                    | 3                                                    | 3                                                    |
| Wielka Brytania                                      | Wielka Brytania                                      | 2                                                    |                                                      |                                                      |
| Holandia                                             | Holandia                                             | 1                                                    | 1                                                    |                                                      |
| Anglia                                               | Anglia                                               | 1                                                    |                                                      |                                                      |
| Bułgaria                                             | Bułgaria                                             | 1                                                    |                                                      |                                                      |
| Indonezja                                            | Indonezja                                            | 1                                                    |                                                      |                                                      |
| Irlandia                                             | Irlandia                                             | 1                                                    |                                                      |                                                      |
| Szkocja                                              | Szkocja                                              | 1                                                    |                                                      |                                                      |
| Kanada                                               | Kanada                                               | _00_01_01_Kanada                                     | 1                                                    | 1                                                    |
| Polska                                               | Polska                                               | _00_01_01_Polska                                     | 1                                                    | 1                                                    |
| Japonia                                              | Japonia                                              | _00_01_00_Japonia                                    | 1                                                    |                                                      |
| Włochy                                               | Włochy                                               | _00_01_00_Włochy                                     | 1                                                    |                                                      |
| Niemcy                                               | Niemcy                                               | _00_00_03_Niemcy                                     |                                                      | 3                                                    |
| Austria                                              | Austria                                              | _00_00_01_Austria                                    |                                                      | 1                                                    |
| Razem                                                | Razem                                                | 10                                                   | 8                                                    | 9                                                    |

## Miejsca medalowe
Poniższa tabela pokazuje medalistów wszystkich otwartych mistrzostw świata par seniorów.
| Otwarte mistrzostwa świata par seniorów w brydżu sportowym – medaliści | Otwarte mistrzostwa świata par seniorów w brydżu sportowym – medaliści | Otwarte mistrzostwa świata par seniorów w brydżu sportowym – medaliści |
| Lp                                                                     | Miejsce                                                                | Para                                                                   |
| ---------------------------------------------------------------------- | ---------------------------------------------------------------------- | ---------------------------------------------------------------------- |
| 7:                                                                     | 2014, 10 do 25 października, Sanya, (Chiny) – 33 pary                  | 2014, 10 do 25 października, Sanya, (Chiny) – 33 pary                  |
| 7:                                                                     | 1                                                                      | Henky Lasut : Eddy Manoppo                                             |
| 7:                                                                     | 2                                                                      | Hemant Lall : Reese Milner                                             |
| 7:                                                                     | 3                                                                      | Apolinary Kowalski : Jacek Romański                                    |
| 6:                                                                     | 2010, 1..16 października, Filadelfia, (USA) – 37 par                   | 2010, 1..16 października, Filadelfia, (USA) – 37 par                   |
| 6:                                                                     | 1                                                                      | Rich DeMartino : Patrick McDevitt                                      |
| 6:                                                                     | 2                                                                      | Kyōko Ōno : Akihiko Yamada                                             |
| 6:                                                                     | 3                                                                      | Farid Assemi : Edward Wojewoda                                         |
| 5:                                                                     | 2006, 9 do 24 czerwca, Werona, (Włochy) – 102 pary                     | 2006, 9 do 24 czerwca, Werona, (Włochy) – 102 pary                     |
| 5:                                                                     | 1                                                                      | Nico Klaver : Roald Ramer                                              |
| 5:                                                                     | 2                                                                      | Aleksander Jezioro : Julian Klukowski                                  |
| 5:                                                                     | 3                                                                      | Reiner Marsal : Entscho Wladow                                         |
| 4:                                                                     | 2002, 16 do 31 sierpnia, Montreal, (Kanada) – 72 pary                  | 2002, 16 do 31 sierpnia, Montreal, (Kanada) – 72 pary                  |
| 4:                                                                     | 1                                                                      | Christo Drumew : Iwan Tanew                                            |
| 4:                                                                     | 2                                                                      | Bruce Gowdy : Arno Hobart                                              |
| 4:                                                                     | 3                                                                      | Narayan Mohanram : Laurie Vogel                                        |
| 3:                                                                     | 1998, 21 sierpnia do 4 września, Lille, (Francja) – 100 par            | 1998, 21 sierpnia do 4 września, Lille, (Francja) – 100 par            |
| 3:                                                                     | 1                                                                      | Irving Gordon : Boris Schapiro                                         |
| 3:                                                                     | 2                                                                      | Lea Du Pont : Benito Garozzo                                           |
| 3:                                                                     | 3                                                                      | Burkhard von Alvensleben : Walter Höger                                |
| 2:                                                                     | 1994, 17 września do 1 października, Albuquerque, (USA) – 78 par       | 1994, 17 września do 1 października, Albuquerque, (USA) – 78 par       |
| 2:                                                                     | 1                                                                      | Hamish Bennett : Fred Hamilton                                         |
| 2:                                                                     | 2                                                                      | Simon Kantor : Murray Melton                                           |
| 2:                                                                     | 3                                                                      | Duncan Phillips : Bill Solomon                                         |
| 1:                                                                     | 1990, 31 sierpnia do 15 września, Genewa, (Szwajcaria)                 | 1990, 31 sierpnia do 15 września, Genewa, (Szwajcaria)                 |
| 1:                                                                     | 1                                                                      | Albert Dormer : Alan Hiron                                             |
| 1:                                                                     | 2                                                                      | Kees Kaiser : Jaap Kokkes                                              |
| 1:                                                                     | 3                                                                      | Franz Baratta : Karl Rohan                                             |